# Патрикеев, Юрий Анатольевич
Ю́рий Анато́льевич Патрике́ев (род. 4 сентября 1948) — советский футболист, полузащитник.

## Карьера
Воспитанник группы подготовки ЦСКА, с 1965 года выступал за дубль «армейцев». Дебютировал в чемпионате СССР 10 августа 1968 года в матче против «Зенита». За ЦСКА провёл 8 матчей (2 в кубке).
После ухода из ЦСКА играл за «Пахтакор», калужский «Локомотив» и «Сталь» из Орла.